# 7.º distrito local de Baja California
El 7.º distrito electoral local de Baja California es uno de los 17 distritos electorales en los que se encuentra dividido el territorio del estado de Baja California. Su cabecera es Mexicali, capital del estado de Baja California.
Desde el proceso de redistritación de 2015, está situado en la zona urbana de la ciudad, va desde la frontera con Estados Unidos y abarca parte de la delegación Cerro Colorado y parte de la delegación Otay Centenario y La Presa.

## Distritaciones anteriores

### Distritación 1953
Originalmente, el 7.º distrito correspondió al municipio de Ensenada. 

### Distritación 1962
Corresponde a la zona central del municipio de Tijuana, principalmente en partes de las delegaciones La Mesa, Centro y Mesa de Otay.

### Distritación 1971
El distrito regresa a Ensenada formando parte de él también, Tecate.

### Distritación 1983
Corresponde al municipio de Tecate.

## Diputados electos
| Municipio         | Legislatura | Diputado                         | Partido |
| ----------------- | ----------- | -------------------------------- | ------- |
| Ensenada          | I           | Pedro Loyola Lucq                |         |
| Ensenada          | II          | Luis González Ocampo             |         |
| Ensenada          | III         | Víctor Manuel López Meza         |         |
| Tijuana           | IV          | Miguel Ángel Sáenz Garza         |         |
| Tijuana           | V           | Elías Gutiérrez Ovalle           |         |
| Tijuana           | VI          | Guillermo Castellanos Gómez      |         |
| Ensenada y Tecate | VII         | Luis González Ruiz               |         |
| Ensenada y Tecate | VIII        | Francisco Figueroa Méndez        |         |
| Ensenada y Tecate | IX          | José Luis González Pimentel      |         |
| Ensenada y Tecate | X           | Ramón Medina Aguirre             |         |
| Tecate            | XI          | Perfecto Lara Rodríguez          |         |
| Tecate            | XII         | Domingo Palacios Ibarra          |         |
| Tecate            | XIII        | Víctor Manuel Amaya Márquez      |         |
| Tecate            | XIV         | Luis Vizcarra Vizcarra           |         |
| Tecate            | XV          | César Alfonso Baylón Chacón      |         |
| Tecate            | XVI         | Héctor Esparza Herrera           |         |
| Tecate            | XVII        | José Alfredo Ferreiro Velazco    |         |
| Tecate            | XVIII       | Rosa María Castillo Burgos       |         |
| Tecate            | XIX         | José Alfredo Ferreiro Velazco    |         |
| Tecate            | XX          | Juan Vargas Rodríguez            |         |
| Tecate            | XXI         | Nereyda Fuentes González         |         |
| Tecate            | XXII        | Edgar Benjamín Gómez Macias      |         |
| Tijuana           | XXIII       | Julio César Vázquez Castillo     |         |
| Tijuana           | XXIV        | Julio César Vázquez Castillo [R] |         |
| Tijuana           | XXV         | Jorge Ramos Hernández            |         |